# Huit vues des rivières Xiao et Xiang

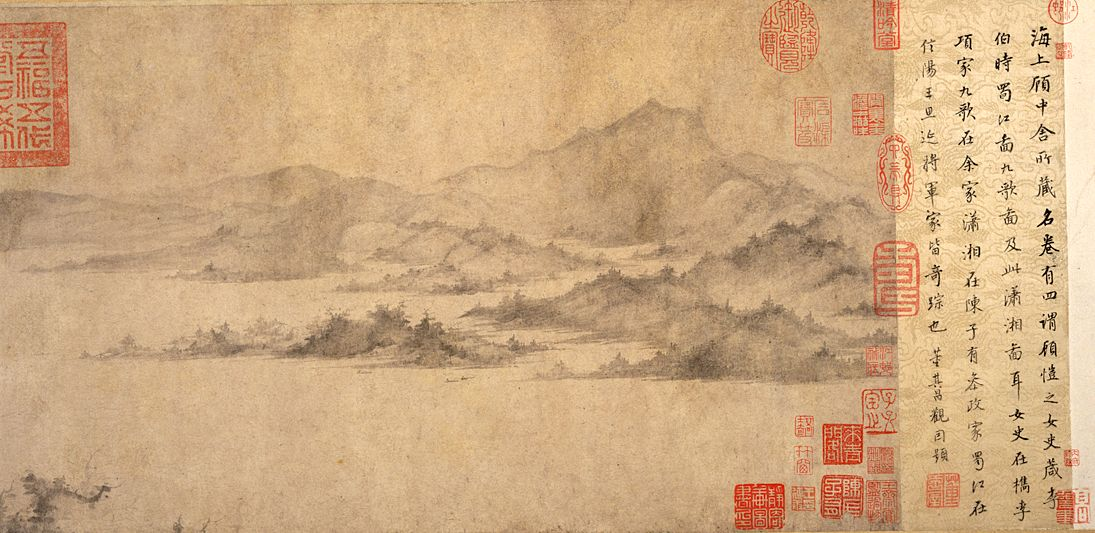
Li Shi (李氏) XIIe siècle. Détail du Voyage imaginaire dans la région des rivières Xiao et Xiang. Rouleau portatif, 30.3 cm × 400.4 cm. Encre sur papier. Musée national de Tokyo.

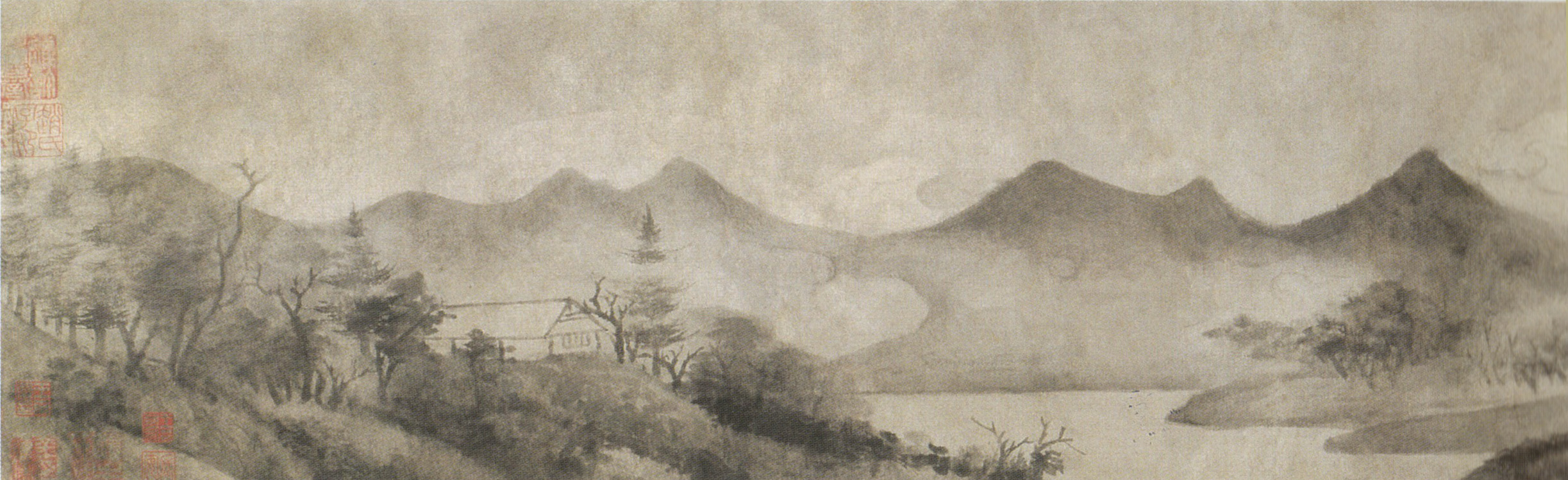
Mi Youren, 1135. Vue merveilleuse de la Xiao et de la Xiang. Rouleau portatif. Encre sur papier, 19.7 x 286 cm., détail. Pékin, Musée du Palais.

Les Huit vues des rivières Xiao et Xiang (潇湘八景 ou Xiaoxiang Bajing) servent à nommer le sujet de nombreuses poésies et peintures, tant en Chine qu'en Corée et au Japon. 

## L'évocation d'une atmosphère
Ces peintures font référence à de magnifiques paysages, qui se situent dans une région de rivières et de lacs, non loin de Changsha, dans ce qui est à présent la province de Hunan en Chine. La rivière principale est la Xiang (Xiang Jiang ou Xiangjiang). Les rivières Xiao et Xiang se jettent dans le lac Dongting, c'est pourquoi le lac est parfois nommé Xiaoxiang. Ce lieu, plus un concept qu'une réalité géographiquement définie, est évoqué dans les poèmes, représenté en images et célébré par des poésies, en particulier au temps de la dynastie Song. Les « Huit vues des rivières Xiao et Xiang » peut se référer soit à des ensembles de peintures qui ont été réalisées sur ce thème, soit à des séries de vers composés sur ce même thème, soit à une combinaison des deux. Le thème « Xiaoxiang » doit se comprendre comme faisant partie d'un long héritage poétique et artistique.
La plus ancienne représentation artistique conservée de la région se trouve dans le chef-d’œuvre de Dong Yuan, les Rivières Xiao et Xiang. L'ensemble original des huit titres des peintures est conçu par le peintre, poète et fonctionnaire du gouvernement, Song Di (v. 1067 - v. 1080), durant le règne de Shenzong de la dynastie Song. Son œuvre ne nous est pas parvenue. Le musée du Palais, à la Cité Interdite, conserve Vue merveilleuse de la Xiao et de la Xiang, exemplaire du traitement de l'encre que ce thème a produit. Il s'agit d'un rouleau (env. 20 x 280 cm) de Mi Youren (1074-1153), caractérisé par un usage constant d'une peinture « sans os », c'est-à-dire sans trait de contour, sans hachures (ou « rides ») et sans points, donc n'utilisant pas la pointe du pinceau mais son épaisseur et la charge de l'encre plus ou moins diluée qu'il étale. Le rôle du papier, support quotidien du lettré dans son travail d'administrateur, joue un rôle essentiel dans sa capacité à réagir avec l'eau pour une bonne diffusion de l'encre et, ainsi, obtenir des fondus délicats. Le paysage en parait d'autant mieux restituer l'atmosphère chargée d'humidité, vaporeuse voire brumeuse. 
Ce type de peinture aura un très long succès, parmi les peintres d'Extrême-Orient, jusqu'au Japon, avec l'école de Maruyama Ōkyo, au XVIIIe siècle,  et son héritage dans le style nihonga au XXe siècle, et en Chine même, dans l'école de Lingnan, depuis le début du XXe siècle et jusqu'à aujourd'hui avec des peintres comme l'artiste d'origine chinoise, Li Chevalier et la peinture expérimentale à l'encre.

## Les huit vues
Il existe différentes listes des huit vues.

### Liste moderne avec annotations géographiques
- La pluie la nuit sur la rivière Xiao (潇湘夜雨), Yongzhou
- Le retour des oies sauvages (平沙落雁), Hengyang
- Le gong du soir au temple Qingliang (烟寺晚钟), Hengyang
- Le temple dans la montagne (山市晴岚), Xiangtan
- La neige le soir (江天暮雪), sur la rivière Xiang, Changsha
- Le village de pêche à la lueur du soir (渔村夕照), dans le Xian de Taoyuan
- La Lune en automne sur le lac Dongting (洞庭秋月)
- Le retour du voilier (远浦归帆),  Xiangyin, au nord

### Liste la plus ancienne et la plus fiable
Cette liste est de Shen Gua (ch. : 沈括 ; py : Shěn Guā), dans son Mengxi Bitan, publié vers 1090 :
- Au niveau du sable : descente des oies sauvages (平沙雁落)
- De la rive éloignée : le retour de (des) voiliers(s) (遠浦帆歸)
- Marché de montagne : la brume s'éclaircit (山市晴嵐)
- Rivière et ciel : neige au coucher de Soleil (江天暮雪)
- Lac Dongting : la Lune d'automne (洞庭秋月)
- Xiao Xiang : pluie de la nuit (瀟湘夜雨)
- Temple dans la brume : cloche du soir (煙寺晚鍾)
- Village de pêche : lueur du soir (漁村夕照)[4].

## Symbolisme
Les huit vues de Xiaoxiang est un thème qui s'inscrit dans une tradition plus large. D'une façon générale, il s'agit d'un thème qui, tel que traduit en peinture et en poésie, tend vers l'expression d'un symbolisme sous-jacent profond, renvoyant à l'exil et à l'illumination. Par ailleurs, chaque scène exprime généralement certaines références parfois subtiles. Au niveau du sable : descente des oies sauvages par exemple, peut se référer à l'exil historique de Qu Yuan dans cette région et à la poésie qu'il a écrite à ce sujet. « Au niveau du sable » peut se comprendre comme une référence à Qu Yuan parce que le caractère chinois pour le niveau, ping, est son prénom (yuan est un nom de courtoisie). De plus, parce qu'il s'est volontairement noyé dans une des rivières souvent sablonneuses de cette région pour protester contre son injuste exil, Qu Yuan est souvent désigné en poésie comme « Embrassant le sable », notamment par Li Bo. L'oie sauvage est un des  symboles les plus forts de la poésie classique chinoise avec différentes connotations : la descente de l'oie ou des oies, combinée avec la descente du niveau du sable, signifie que les oies volent au sud, la saison est l'automne et que les forces du yin se multiplient (ce qui ajoute au symbolisme impliqué ).

## Influence

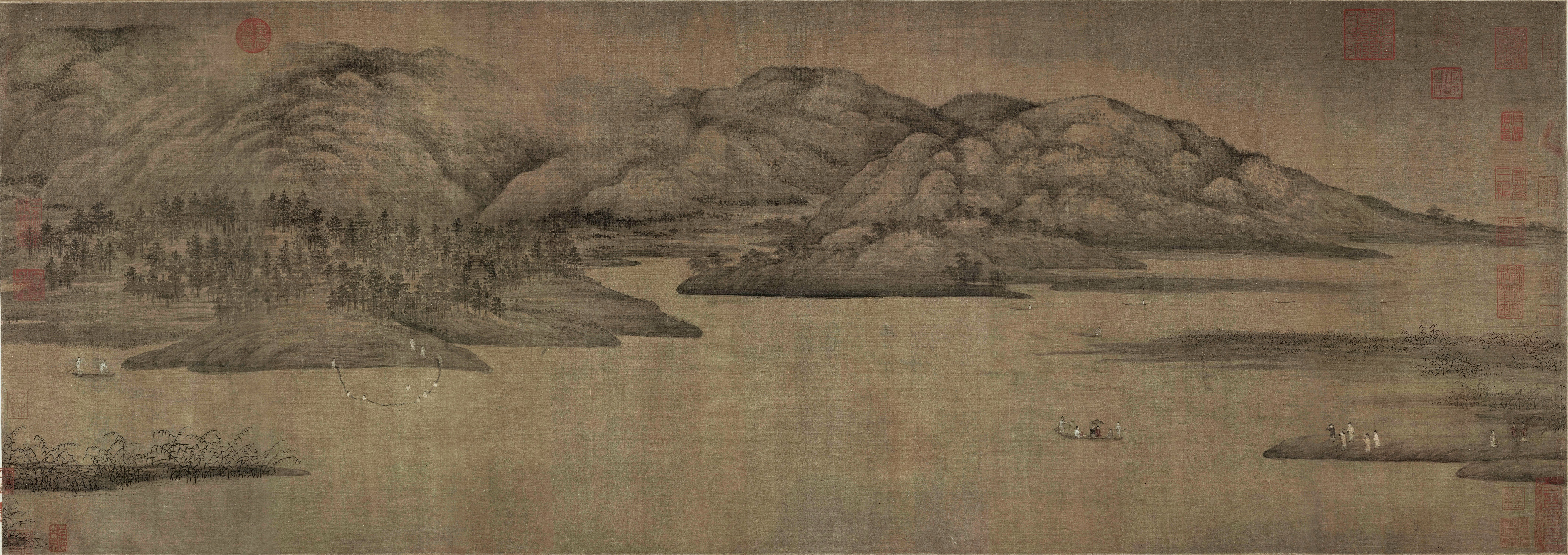
Dong Yuan (v. 934-962). Les rivières Xiao et Xiang (潇湘图). Rouleau portatif, détail. Musée du palais, Cité Interdite, Pékin.

Les Huit vues des rivières Xiao et Xiang ont été d'abord une source d'inspiration pour les artistes chinois dès la dynastie Song (960-1279). Ensuite, le succès de ce motif a inspiré d'autres séries de « huit vues », au Japon et en Corée, comme d'autres série de paysages similaires. 
En Chine, différentes versions des Huit Vues des rivières Xiao et Xiang ont été inspirés par la série originale qui a aussi été source d'inspiration d'autres séries de huit scènes de paysages. C'est devenu un thème de prédilection des moines bouddhistes.
Parmi les œuvres portant sur les Huit vues se trouvent un ensemble de peintures de Wang Hong (au musée d'art de l'université de Princeton), maintenant considéré comme la plus ancienne représentation encore existante des Huit vues et un ensemble de peintures attribuées à Song Di (en partie au musée national de Kyoto) : les huit vues sont commentées ainsi : Oies sauvages descendant vers Sandbar, En remontant les voiles sur une côte lointaine, Marché de montagne dans une clairière, Rivière et ciel en soirée, Neige, lune d'automne sur le lac Dongting, Pluie de nuit sur les rivières Xiao et Xiang, Cloche du soir du temple enveloppé de brume et village de pêcheurs dans la lueur du soir, réalisées au milieu du XIe siècle.